# Список прапороносців Уругваю на Олімпійських іграх
Це список прапороносців, які представляли Уругвай на церемоніях відкриття Олімпійських ігор.

## Список
| #  | Рік, місце           | Сезон  | Прізвище             | Вид спорту            |
| -- | -------------------- | ------ | -------------------- | --------------------- |
| 17 | 2016, Ріо-де-Жанейро | літні  | Долорес Морейра      | вітрильний спорт      |
| 16 | 2012, Лондон         | літні  | Родольфо Колласо     | академічне веслування |
| 15 | 2008, Пекін          | літні  | Алехандро Фолья      | вітрильний спорт      |
| 14 | 2004, Афіни          | літні  | Серрана Фернандес    | плавання              |
| 13 | 2000, Сідней         | літні  | Моніка Фальціоні     | легка атлетика        |
| 12 | 1998, Нагано         | зимові | Габрієль Оттенгіндре | гірськолижний спорт   |
| 11 | 1996, Атланта        | літні  | Марсело Філіппіні    | тенніс                |
| 10 | 1992, Барселона      | літні  | Рікардо Фабіні       | вітрильний спорт      |
| 9  | 1988, Сеул           | літні  | Хесус Поссе          | академічне веслування |
| 8  | 1984, Лос-Анджелес   | літні  | Карлос Пейнадо       | баскетбол             |
| 7  | 1972, Мюнхен         | літні  | Дарвін Піньєйруа     | легка атлетика        |
| 6  | 1968, Мехіко         | літні  | Ана Марія Норбіс     | плавання              |
| 5  | 1964, Токіо          | літні  | Рубен Ечебарне       | велоспорт             |
| 4  | 1960, Рим            | літні  | Луїс Агілар          | академічне веслування |
| 3  | 1956, Мельбурн       | літні  | Ектор Коста          | баскетбол             |
| 2  | 1952, Гельсінкі      | літні  | Естрелла Пуенте      | легка атлетика        |
| 1  | 1932, Лос-Анджелес   | літні  | Гільєрмо Дуглас      | академічне веслування |